# Dawoodi Bohras

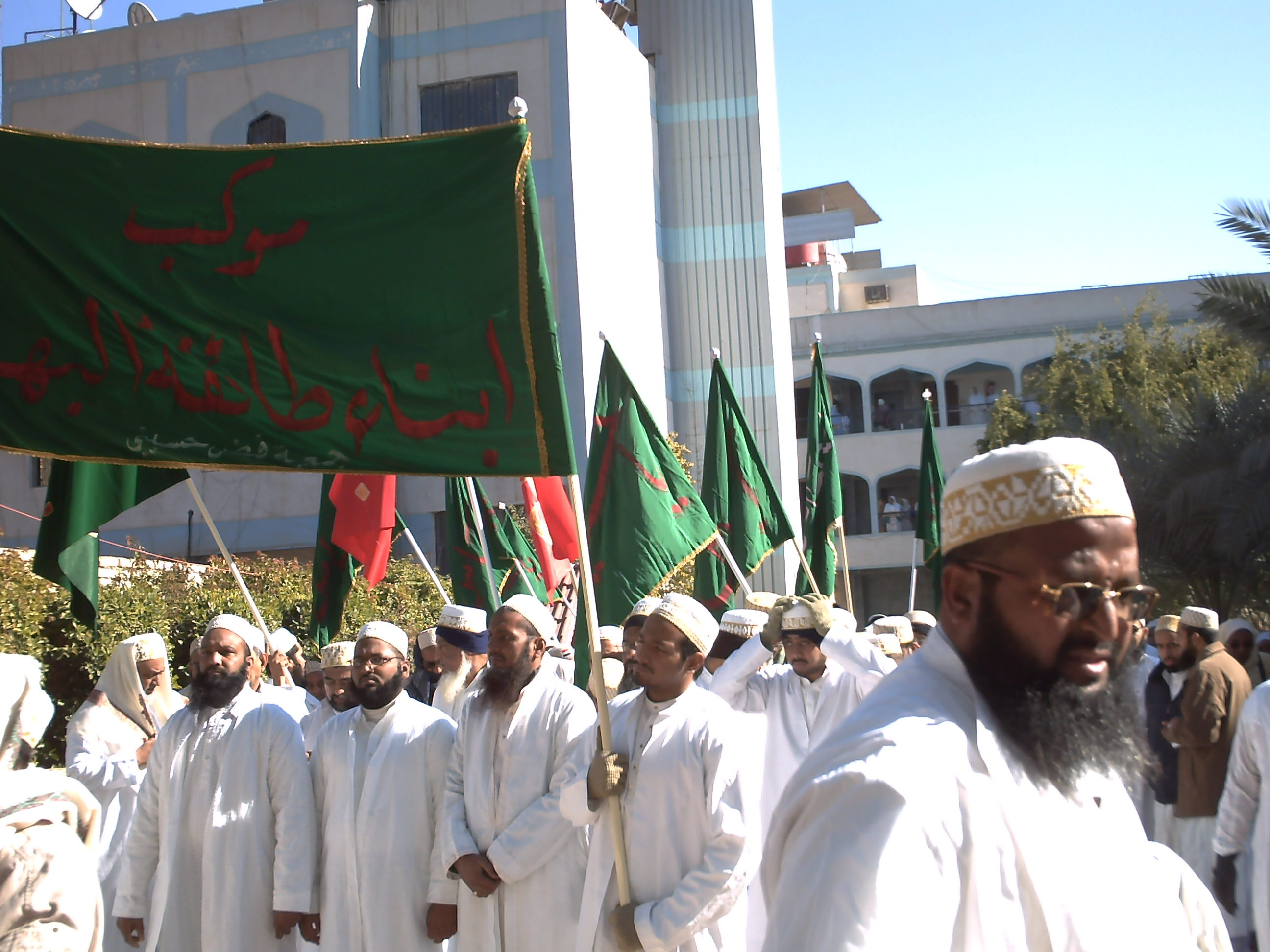
Les Dawoodi Bohra dans leur tenue habituelle.

Les Dawoodi (Dâ’ûd) Bohras (arabe: داؤدی بوہرہ, hindi: दवूदि बोह्रस) forment une branche des chiites Ismaéliens bohras (ou Tayyibi) issue de la scission en 1592 avec les Sulaymani Bohra, concentrés au Yémen. Les Da'udi ou Dawoodi Bohras en forment la branche la plus importante basée en Inde. Ce mouvement a été nommé d'après leur 27e Da'i, Syedna Da'ud ibn Qutubshah.

## Histoire
L'histoire des Bohras est marquée par différentes scissions, essentiellement en raison de désaccords autour de la succession des dâ`î mutlâq .
La première division se produit après la mort en 1591 du 26e dâ`î mutlâq, Dâ’ûd ibn ‘Ajab, dont la succession est contestée, si bien que la communauté se divise : d'un côté, ceux qui voient en Dâ’ûd ibn Qutb Shâh le vingt-septième dâ'i constitueront la branche Dâ’ûdite, (le dâ`î mutlâq des Dâ’ûdites continuera à résider en Inde), tandis que ceux qui déclarent Sulaymân ibn Hasan vingt-septième dâ'i constitueront la branche Sulaymânîte. 2) En 1637, à la suite de la mort du 28e da'i, les Alavi Bohra (à ne pas confondre avec les Alevis) prennent pour Da'i Ali bin Ibrahim. Ils vivent surtout au Pakistan et en Inde.3)  Plus tard, en 1754, à la mort de Syedna Ibrahim Wajihuddin, 39e da'i, se forme la branche des Hebtiahs bohras. 4) Enfin, en 1840, le 46e dâ`î mutlâq des Bohras dâ’ûdites, Da'i Syedna Muhammad Badruddin, nommé à 26 ans, meurt quatre ans plus tard : cet évènement allait déclencher une nouvelle série de dissidences, avec la formation de la Atba-i Malak jama'at.
Par la suite, le 49e dâ`î Muhammad Burhân al-dîn octroya une Constitution (dastûr al-`amâl) en 1899. Après quoi, Syadna Taher Seiffudine, et plus tard son fils, Muhammad Burhân al-dîn, dâ`î lui succèdent. Dans la Constitution de 1967, celui-ci faisait pour la première fois explicitement référence à la charia (la loi religieuse) comme source normative pour les Bohras. La communauté, forte d’environ un million de membres, reconnaît devoir une obéissance au dâ`î.

## Les Dâ`î al-Mutlâq
Le 52e guide spirituel et temporel de la communauté, le Dr Syedna Mohammed Burhanuddin, est décédé le 17/01/2014 à Bombay, à l'âge de 102 ans. Son successeur au poste de 53e Dai est son fils Mufaddal Saifuddin   (soutenu par la majorité des Dawoodis Bohras).